# ボヤナ・ミレンコビッチ
ボヤナ・ミレンコヴィッチ（Bojana Milenković、1997年3月6日 - ）は、セルビアの女子バレーボール選手。セルビア代表。

## 来歴
ベオグラード出身。2013年にOKツルヴェナ・ズヴェズダへ入団し、バレーボール選手としてのキャリアをスタートさせる。2014年に行われたジュニア欧州選手権で金メダルを獲得した。2015年のU20世界選手権ではベストアウトサイドヒッター賞を受賞した。
2016年にシニア代表に初選出される。2017年のワールドグランプリでは銅メダルを獲得した。2018年の世界選手権に出場したが、大会期間中に左膝前十字靭帯を損傷する怪我により途中で離脱することになる。怪我から復帰すると、2019年の欧州選手権では大会2連覇を果たした。2021年開催の東京2020オリンピックでは銅メダルを獲得した。

## 球歴
- オリンピック - 2021年、2024年
- 世界選手権 - 2018年
- ワールドカップ - 2019年
- 欧州選手権 - 2017年、2019年
- ワールドグランプリ - 2017年

## 受賞歴
- 2014年 - ジュニア欧州選手権 ベストレシーバー賞
- 2015年 - U20世界選手権 ベストアウトサイドヒッター賞

## 所属クラブ
- OKツルヴェナ・ズヴェズダ（2013-2018年）
- サヴィーノ・デルベーネ・スカンディッチ（2018-2019年）
- Altay VC（2019-2020年）
- CSMヴォレイ・アルバ・ブラジ（2020-2021年）
- グルパ・アゾティ・チェミック・ポリツェ（2021-2022年）
- CSMヴォレイ・アルバ・ブラジ（2022-2023年）
- SC Prometey（2023-2024年）
- ニルフェル・ベレディイェスポル（2024年-）